# Véronique Lautard-Schewtschenka
Véronique Lautard-Schewtschenka (russisch Вера Лотар-Шевченка oder Вера Лотар-Шевченко, international Vera Lothar-Shevchenko, Vera Lotar-Shevchenko oder Vera Lotar; * 10. März 1901 in Turin, Italien; † 10. Dezember 1982 in Nowosibirsk, Russland) war eine russisch-französische Pianistin.

## Leben
Véronique Lautard-Schewtschenka wurde in Turin als Tochter einer spanischen Mutter und eines französischen Vaters geboren. Die Eltern unterrichteten an der Pariser Sorbonne Mathematik und Philologie. Lautard-Schewtschenka begann im Alter von fünf Jahren mit dem Klavierspiel, 12-jährig konzertierte sie bereits unter dem Dirigat von Arturo Toscanini. Sie besuchte das Pariser Konservatorium, war Schülerin von Alfred Cortot und studierte anschließend an der Musikhochschule Wien. Nach den Studienjahren konzertierte Lautard-Schewtschenka weltweit, Tourneen führten sie nach New York und Buenos Aires.
Mitte der 1930er Jahre heiratete sie den sowjetischen Ingenieur und Geigenbauer Wladimir Schewtschenko in Paris. Das Ehepaar und ihr gemeinsames Kind sowie zwei Kinder aus Schewtschenkos früherer Ehe siedelten 1938 in die UdSSR über, wo Lautard-Schewtschenka von Marija Judina der Musikwelt vorgestellt wurde. Die Pianistin und ihr Mann wurden 1941 vom NKWD verhaftet und Lautard-Schewtschenka in das sibirische Gulag SachalinLag, in den Folgejahren nach Norilsk und nach SewUralLag V verbracht.
In der Haft erfuhr Lautard-Schewtschenka vom Tod ihres Mannes und des gemeinsamen Kindes. Ihre Stiefkinder waren als vermisst gemeldet worden. Während ihrer mehrjährigen Lagerhaft – deren Überstehen sie auch einem Lagerarzt verdankte, der die Pianistin erkannte und zur Küchenarbeit einteilen ließ – stand der Pianistin kein Klavier zur Verfügung. Lautard-Schewtschenka behalf sich mit einem Holzbrett, in das sie Tasten einritzte und spielte fortan ohne Ton ihre Lieblingskomponisten Johann Sebastian Bach, Ludwig van Beethoven, Frédéric Chopin und Claude Debussy.
Nach der Lagerhaft lebte Lautard-Schewtschenka verarmt und auf sich alleine gestellt als Klavierlehrerin in Nischni Tagil und konzertierte gelegentlich am dortigen Musiktheater. Nach ihrer vollständigen Rehabilitierung 1955 zog sie nach Barnaul und bekam eine Anstellung an der Altai-Philharmonie. Im Dezember 1965 schrieb Simon Solowjetschik in der Komsomolskaja Prawda einen Essay über das Schicksal der Pianistin – die eine Rückkehr nach Frankreich ausschlug – und Mitte der 1970er Jahre erhielt sie eine Einladung an das Staatliche Sinfonieorchester Nowosibirsk, für das sie bis zu ihrem Lebensende als Solistin tätig war. Daneben konzertierte sie bis ins Jahr 1982 regelmäßig in Moskau, Sankt Petersburg, Odessa und Omsk.
1971 veröffentlichte die sowjetische Musikzeitschrift Krugozor in der Ausgabe Nr. 1 eine Flexi-Single mit einem Fragment Lautard-Schewtschenkas aus der Klaviersonate Nr. 32 in c-Moll op. 111 von Beethoven. Insgesamt sind nur sieben Aufnahmen von Lautard-Schewtschenka erhalten, unter ihnen die Chopin Etüden op. 10 und op. 25 in einer Aufnahme aus 1956.
Lautard-Schewtschenka wurde auf dem Südfriedhof von Akademgorodok, Nowosibirsk beerdigt. Auf dem Grabstein ist ihr Leitspruch eingraviert: Жизнь, в которой есть Бах, благословенна (Ein Leben, in dem es Bach gibt, ist gesegnet)

## Véronique Lautard-Schewtschenka-Klavierwettbewerb
Der in zweijährigen Intervallen ausgetragene Wettbewerb steht unter der Schirmherrschaft von Michail Pletnjow, Tatjana Jumaschewa und weiteren. Annie Girardot gehörte bis zu ihrem Tod dem Kuratorium an. Leiter des Wettbewerbs ist der Journalist und stellvertretende Chefredakteur der Zeitschrift Sinowjew Juri Walerjewitsch Danilin. Die Jury ist international besetzt.
Die ersten drei Wettbewerbe 2006, 2008 und 2010 fanden in Nowosibirsk statt. 2012, 2014, 2016 und 2018 war Jekaterinburg Austragungsort.
Gegründet wurde die Klavierkonkurrenz vom Boris-Jelzin-Präsidentenzentrum, auch als Zentrum des historischen Erbes des ersten russischen Präsidenten Boris Jelzin bekannt, dem Oblast Nowosibirsk, der Nowosibirsker Staatsphilharmonie, dem Novosibirsker Staatskonservatorium namens M. I. Glinka und dem Akademischen Opern- und Ballett-Theater Nowosibirsk.

## Filme
Ruth, ein auf dem Leben von Lautard-Schewtschenkas basierender Spielfilm mit Annie Girardot in der Hauptsrolle, kam 1989 in die Kinos. Regie bei der sowjetisch-deutschen Produktion von Tadschikfilm und Blick in die Welt führte der tadschikische Regisseur Walerij Ajadow.
Der Dokumentarfilm Жизнь, в которой есть Бах... des russischen Filmregisseur Alexei Burjukin zeigt die Teilnehmer des Véronique Lautard-Schewtschenka-Klavierwettbewerbs 2014, daneben Zeitzeugen und Archivmaterial zum Leben und Wirken der Pianistin. Bereitgestellt vom Boris-Jelzin-Präsidentenzentrum auf YouTube am 11. Januar 2016 (russisch).